# Улрих фон Шеленберг
Улрих фон Шеленберг (на немски: Ulrich von Schellenberg, Herr zu Kisslegg; † 9 юни 1463) е благородник от род Шеленберг от днешното Княжество Лихтенщайн и господар на Кислег в Баден-Вюртемберг.

## Произход и наследство
Той е вторият син на Марк фон Шеленберг († 1438), господар на Кислег, Еберщал, Буртенбах, Валтерсхофен, и съпругата му Маргарета фон Елербах († 1434). Внук е на Марквард фон Шеленберг († сл. 1392) и Анна фон Валдбург († 1385/1406). По-малък брат е на рицар Марк фон Шеленберг (1399 – 1467).
Дядо му Марквард фон Шеленберг наследява през 1300 г. господарите на Кислег и образува линията Шеленберг-Кислег. През 1317 г. господарите фон Шеленберг продават Шеленберг в днешното Княжество Лихтенщайн на графовете фон Верденберг-Хайлигенберг.
Линията Шеленберг-Кислег измира през 1708 г.

## Фамилия
Първи брак: на 30 април 1423 г. с Урсула фон Валдбург († 1438), вдовица на Улрих фон Щаркенбург († пр. 30 април 1423), дъщеря на Йохан II фон Валдбург († 1424), рицар цу Траухбург, и третата му съпруга Елизабет фон Монфор († сл. 1399/1422), дъщеря на граф Конрад фон Монфор-Брегенц († 1387) и Агнес фон Монфор-Тостерс († 1394); или на Йохан II фон Валдбург и четвъртата му съпруга Урсула фон Абенсберг († 1422). Те имат две деца:
- Марквард фон Шеленберг (* 24 октомври 1436?; † сл. 24 април 1467)
- Бенедикта фон Шеленберг (* 21 януари 1438), омъжена за Фридрих фон Мюнстрол

Втори брак: на 4 юли 1438 г. с Урсула фон Рандек († сл. 12 ноември 1483). Те имат осем деца:
- Рудолф фон Шеленберг (* 13 април 1440)
- Хайнрих фон Шеленберг (* 8 септември 1411; † 1 май 1503), женен I. за Анна фон Валдбург († пр. 1473), II. на 18 юли 1473 г. за Урсула Бесерер фон Лойткирх († 13 юли 1485) и има с нея осем деца
- Ханс фон Шеленберг (* 28 март 1445; † сл. 30 април 1497)
- Урсула фон Шеленберг (* 21 януари 1447; † 1488)
- Елизабет фон Шеленберг († сл. 1480)
- Леонхард фон Шеленберг († сл. 1480)
- Амалая фон Шеленберг († сл. 1480), омъжена за фон Трихлинген
- Марквард фон Шеленберг (* 15 април 1458)